# Горішня Василиця
Горішня Васили́ця (болг. Горна Василица) — село в Софійській області Болгарії. Входить до складу общини Костенець.

## Населення
За даними перепису населення 2011 року у селі проживали 275 осіб.
Національний склад населення села:
| Національність   | Кількість осіб | Відсоток |
| ---------------- | -------------- | -------- |
| болгари          | 264            | 97,4%    |
| інша             | 5              | 1,8%     |
| Всього відповіли | 271            |          |

Розподіл населення за віком у 2011 році:
Динаміка населення: